# 東條公美
東條 公美（とうじょう ともみ、1989年7月11日 - ）は、韓国・ソウル生まれ、神奈川県平塚市育ちのタレント、女優、歌手である。サンミュージックブレーン所属。

## 経歴
歌手だった母の影響で、小3の頃から歌とダンスを習い、高校2年生の時にエイベックスのオーディションに合格。千紗(girl next door)や梅田悠たちとともに、日本で行われたアメリカンフットボール・ワールドカップのオフィシャルサポーター“Ma-Kiss”（マーキス）のメンバーとしてデビュー。。
その後はファッション雑誌「Popteen」のモデルオーディションにて、約7000人から選ばれ審査員特別賞を受賞し、2007年の11月号で出岡美咲らと初登場し、以降同誌やファッションモデルとしても活動開始。
- 2009年に音楽修業のためNY、LA、LVに単身渡米し帰国後はANAPのモデル、ブランド最多年数となる5年間モデルを経た。
- 2013年には、ユニバーサルミュージックから、SPICY CHOCOLATEプロデュース「SPICY GIRLS」として活動し、アルバム「渋谷 RAGGA SWEET COLLECTION」に「BYE BYE feat. RYO the SKYWALKER & SPICY GIRLS」を発売。渋谷レゲエ祭や逗子フェスなどに出演。[1]
- 2014年11月にサンミュージックブレーンに所属し、タレント、女優としても活動の幅を広げる。

## 人物
- 特技は韓国語、歌、ダンス（Jazz.Hiphop.コンテンポラリー）。
- 趣味は旅行、スキューバダイビング、乗馬、アロマトリートメント。
- 兄が1人いる[2]。

## 出演

### 歌手
- 第3回W杯アメリカンフットボールオフィシャルサポーター・元「Ma-kiss」メンバー（2007年）
- Good Summer Festival（2010年） - ソロライブ・ゲスト出演
- 渋谷レゲエ祭（2013年）
- 逗子フェス（2013年）

### モデル
- 2007年 『2007’Popteenモデルオーディション』審査員特別賞受賞Popteen（角川春樹事務所）専属モデル
- 2007年 秋冬EVOLイメージ広告モデル
- 2008年 モバコレ、Spiralgirl、OZOCなどのファッションモデル
- 2011年 ANAPモデル

### テレビ
- 俺たちのパチパチ調査団（2015年5月、テレビ埼玉/テレビ神奈川） - レギュラー
- 深夜喫茶スジガネーゼ（2015年8月・9月、フジテレビ）
- 10周年記念 牙狼 魔戒烈伝 第2話『天満月』（2016年4月） - ユメカ 役

### 映画
- HK 変態仮面 アブノーマル・クライシス（2016年5月14日公開）
- 闇金ウシジマくん ザ・ファイナル（2016年10月22日公開）

### CM
- 『モンスターストライク』×『ストリートファイターV』コラボ（2016年2月）
- 日産 セレナ「セッション×矢沢(新型セレナ誕生)」篇（2016年7月）
- 日産 セレナ「渋滞×矢沢（新型セレナ予告）」篇（2016年8月）
- 日産 セレナ「ハンズフリードア」篇(2016年12月）

### PV
- 2008年 『Girl's盆踊り』
- 2010年 青山テルマ×SOL from BIGBANG『Fall in Love』
- 2012年 シジマサウンズ『新生活』 - 主演女優

### WEB
- ニコニコ動画 ニコジョッキー「エルシャラカーニのハムランド」（2015年4月 - 、毎月第3金曜日22時〜） - レギュラー

### 舞台
- 2010年 日米韓ダンスコラボイベント『PRECIOUS LAND』 - ソロダンサー / MC
- 2015年 天元突破グレンラガン〜炎撃篇〜其の弐・其の参（9月17日 - 22日、シアター1010）